# Griselda Hinojosa
María Griselda Hinojosa Flores (Copiapó, 20 de abril de 1875- Santiago, 12 de junio de 1959) fue una farmacéutica chilena, la primera mujer en ejercer dicha profesión con título universitario en su país, el que obtuvo en el año 1899.

## Biografía
Nació en Copiapó en 1875, siendo la cuarta hija de Pablo Hinojosa y de Mercedes Flores. Estudió en la Escuela Particular de Niñas Rafael Valdés y en el Liceo de Niñas de Copiapó.
Luego ingresó a estudiar farmacéutica a la Universidad de Chile, donde se tituló el 4 de diciembre de 1899 con la tesis Contribución al estudio del Solanum Tomatillo (Natri) que se conserva en el Museo de Química y Farmacia de la Universidad de Chile. Formó parte del primer grupo de mujeres en recibir un título universitario en Chile, tras la dictación del decreto Amunátegui en 1877, entre quienes estaban las médicas Eloísa Díaz (1886) y Ernestina Pérez (1887) y las abogadas Matilde Throup (1892) y Matilde Brandau (1898).Fue una mujer librepensadora, que asistió a las actividades desarrolladas por Belén de Zárraga en 1913.
Ejerció su profesión en la Botica y Droguería Copiapó desde 1900 hasta 1909, y en la Farmacia Manuel Antonio Matta, ubicada en la avenida homónima en Santiago, de propiedad de Hinojosa y de su marido, César Salvatierra Miranda.

## Reconocimientos
- Plazuela "Griselda Hinojosa" ubicada en la intersección de las calles Agustina y Avenida Manuel Rodríguez Norte, del barrio Brasil en Santiago de Chile.[8]
- Patio Universitario Griselda Hinojosa Flores en la Facultad de Ciencias Químicas y Farmacéuticas, inaugurado en marzo de 2024.[9]